# Међународни дан сећања на чернобилску катастрофу
Међународни дан сјећања на чернобилску катастрофу (украјински: Међународни дан памати про чорнобильскуу катастрофу) је дан сјећања, који се обиљежава сваке године 26. априла. Установила га је Генерална скупштина Уједињених нација 8. децембра 2016. годину у знак сјећања на чернобиљску катастрофу.
У својој резолуцији, Генерална скупштина Уједињених нација је признала да три деценије након катастрофе остају трајне озбиљне дугорочне посљедице и да погођене заједнице и територије доживљавају сталне сродне потребе. Генерална скупштина позива све државе чланице, релевантне агенције система Уједињених нација и друге међународне организације, као и цивилно друштво, да обиљежавају овај дан.